# Erdäpfelkäse

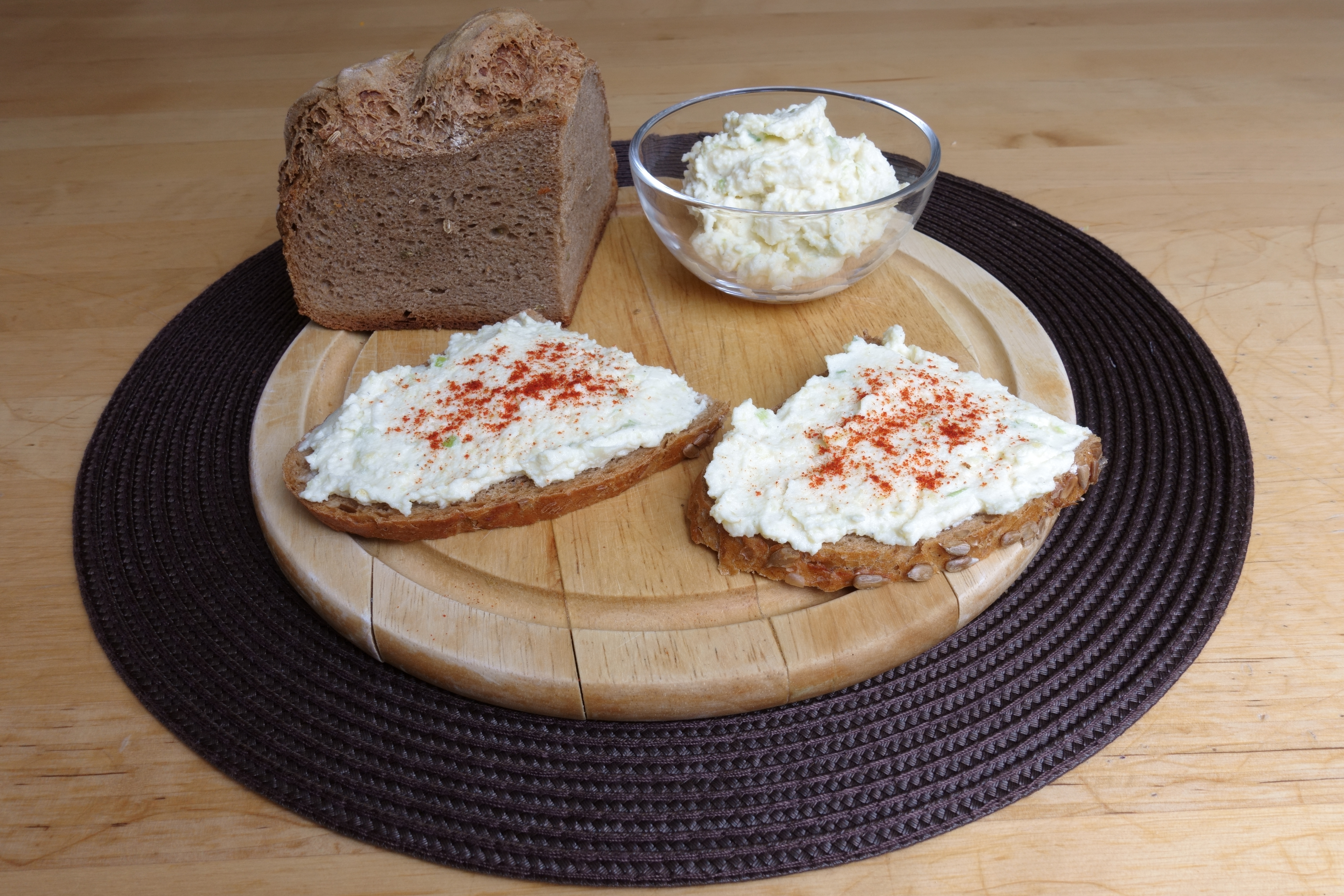
Kartoffelkäse

El Erdäpfelkäse denominado también Kartoffelkäse es un queso especial en pasta que se emplea para untar en pan, elaborado como su nombre indica con patatas. Se suele tomar con leche, cerveza o mosto, como tapa o en los piscolabis. Es muy popular en la Baja Baviera y en Austria, en algunos casos se puede tomar acompañado de Sauerrahm, Schlagobers, cebollas, cominos y perejil.